# Echinoderes pennaki
Echinoderes pennaki är en djurart som tillhör fylumet pansarmaskar, och som beskrevs av Higgins 1960. Echinoderes pennaki ingår i släktet Echinoderes och familjen Echinoderidae. Inga underarter finns listade i Catalogue of Life.